# Wally Masur
Wallace „Wally“ Masur (* 13. Mai 1963 in Southampton, Hampshire, England) ist ein ehemaliger australischer Tennisspieler.

## Karriere
Masur begann im Alter von acht Jahren mit dem Tennissport und wurde als Heranwachsender am Australian Institute of Sport ausgebildet. 1981 gewann er im Alter von 18 Jahren an der Seite seines Landsmannes Craig Miller den Doppelwettbewerb der Junioren bei den Australian Open. Im selben Jahr wurde nationaler australischer Juniorenmeister und 1982 Tennisprofi. In seiner Laufbahn gewann er drei ATP-Turniere im Einzel sowie 16 Doppeltitel. Seine Einzeltitel gewann er 1983 beim ATP-Turnier in Hongkong, 1987 in Adelaide sowie 1988 in Newport. Im Doppel war er an der Seite mehrerer Spieler siegreich. Zu seinen Partnern gehörten unter anderem Petr Korda, Pat Cash und Emilio Sánchez. Seine höchsten Weltranglistenpositionen erreichte er im Jahr 1993 mit Platz 8 im Doppel und Rang 15 im Einzel.
Seine größten Erfolge bei Grand-Slam-Turnieren waren Halbfinalteilnahmen bei den Australian Open und den US Open. Bei den Australian Open bezwang er 1987 im Achtelfinale Boris Becker und unterlag schließlich Stefan Edberg in drei Sätzen. Bei den US Open besiegte er unter anderem Tomás Carbonell, Patrik Kühnen und Magnus Larsson, ehe er Cédric Pioline unterlag. Im Doppel stand er bei den French Open zweimal im Halbfinale; 1998 unterlag er an der Seite seines Landsmanns Mark Woodforde John Fitzgerald und Anders Järryd, 1992 schied er mit Mark Kratzmann gegen die Schweizer Jakob Hlasek und Marc Rosset aus, nachdem sie zuvor im Achtelfinale das australische Topduo Todd Woodbridge und Mark Woodforde ausgeschaltet hatten. Auch im Mixed stand er im Halbfinale, zweimal bei den French Open sowie einmal bei den Australian Open.
Masur bestritt zwischen 1985 und 1993 30 Einzel- und zwei Doppelpartien für die australische Davis-Cup-Mannschaft; seine Davis-Cup-Bilanz weist 17:15 Siege aus. Er nahm für Australien im Einzel an den Olympischen Spielen 1988 und 1992 teil. 1988 erreichte er mit einem Sieg über Luiz Mattar die zweite Runde, in der er Carl-Uwe Steeb unterlag, 1992 scheiterte er in der ersten Runde an Pete Sampras.

## Erfolge
| Legende                       |
| Grand Slam                    |
| Tennis Masters Cup            |
| ATP Masters Series (1)        |
| ATP International Series Gold |
| ATP International Series (18) |
| ATP Challenger Series (4)     |

| ATP-Titel nach Belag |
| Hartplatz (8)        |
| Sand (1)             |
| Rasen (4)            |
| Teppich (6)          |

### Einzel

#### Turniersiege

##### ATP Tour
| Nr. | Datum            | Turnier  | Belag         | Finalgegner     | Ergebnis |
| --- | ---------------- | -------- | ------------- | --------------- | -------- |
| 1.  | 6. November 1983 | Hongkong | Hartplatz (i) | Sammy Giammalva | 6:1, 6:1 |
| 2.  | 4. Januar 1987   | Adelaide | Rasen         | Bill Scanlon    | 6:4, 7:6 |
| 3.  | 10. Juli 1988    | Newport  | Rasen         | Brad Drewett    | 6:2, 6:1 |

##### Challenger Tour
| Nr. | Datum             | Turnier      | Belag       | Finalgegner   | Ergebnis      |
| --- | ----------------- | ------------ | ----------- | ------------- | ------------- |
| 1.  | 9. Januar 1983    | Perth        | Rasen       | Juan Farrow   | 6:2, 4:6, 7:6 |
| 2.  | 20. November 1988 | Valkenswaard | Teppich (i) | Udo Riglewski | 7:6, 6:7, 7:5 |

#### Finalteilnahmen
| Nr. | Datum            | Turnier    | Belag         | Finalgegner       | Ergebnis           |
| --- | ---------------- | ---------- | ------------- | ----------------- | ------------------ |
| 1.  | 5. November 1984 | Taipeh     | Teppich (i)   | Brad Gilbert      | 3:6, 3:6           |
| 2.  | 13. Januar 1985  | Auckland   | Hartplatz     | Chris Lewis       | 5:7, 0:6, 6:2, 4:6 |
| 3.  | 29. März 1987    | Nancy      | Teppich (i)   | Pat Cash          | 2:6, 3:6           |
| 4.  | 3. Januar 1988   | Adelaide   | Hartplatz     | Mark Woodforde    | 2:6, 4:6           |
| 5.  | 4. März 1990     | Memphis    | Hartplatz (i) | Michael Stich     | 7:6, 4:6, 6:7      |
| 6.  | 7. April 1991    | Hongkong   | Hartplatz     | Richard Krajicek  | 2:6, 6:3, 3:6      |
| 7.  | 13. Juni 1993    | Rosmalen   | Rasen         | Arnaud Boetsch    | 6:3, 3:6, 3:6      |
| 8.  | 20. Juni 1993    | Manchester | Rasen         | Jason Stoltenberg | 1:6, 3:6           |

### Doppel

#### Turniersiege

##### ATP Tour
| Nr. | Datum             | Turnier           | Belag       | Partner           | Finalgegner                     | Ergebnis      |
| --- | ----------------- | ----------------- | ----------- | ----------------- | ------------------------------- | ------------- |
| 1.  | 13. November 1983 | Taipeh            | Teppich (i) | Kim Warwick       | Ken Flach Robert Seguso         | 7:6, 6:4      |
| 2.  | 1. Januar 1984    | Melbourne (1)     | Teppich (i) | Broderick Dyke    | John McCurdy Peter Johnston     | 6:2, 6:3      |
| 3.  | 23. Dezember 1984 | Adelaide          | Rasen       | Broderick Dyke    | Peter Doohan Brian Levine       | 4:6, 7:5, 6:1 |
| 4.  | 21. Oktober 1984  | Melbourne (2)     | Rasen       | Broderick Dyke    | Mike Bauer Scott McCain         | 7:6, 3:6, 7:6 |
| 5.  | 12. Januar 1986   | Auckland          | Hartplatz   | Broderick Dyke    | Karl Richter Rick Rudeen        | 6:3, 6:4      |
| 6.  | 27. Juli 1986     | Livingstone       | Hartplatz   | Bob Green         | Sammy Giammalva Greg Holmes     | 5:7, 6:4, 6:4 |
| 7.  | 27. November 1988 | Brüssel           | Teppich (i) | Tom Nijssen       | John Fitzgerald Tomáš Šmíd      | 7:5, 7:6      |
| 8.  | 15. Januar 1989   | Sydney            | Hartplatz   | Darren Cahill     | Pieter Aldrich Danie Visser     | 6:4, 6:3      |
| 9.  | 6. August 1989    | Stratton Mountain | Hartplatz   | Mark Kratzmann    | Pieter Aldrich Danie Visser     | 6:3, 4:6, 7:6 |
| 10. | 15. April 1990    | Tokio             | Hartplatz   | Mark Kratzmann    | Kent Kinnear Brad Pearce        | 3:6, 6:3, 6:4 |
| 11. | 29. April 1990    | Hongkong          | Hartplatz   | Pat Cash          | Kevin Curren Joey Rive          | 6:3, 6:3      |
| 12. | 10. Februar 1991  | San Francisco     | Teppich (i) | Jason Stoltenberg | Ronnie Båthman Rikard Bergh     | 4:6, 7:6, 6:4 |
| 13. | 21. Juli 1991     | Stuttgart         | Sand        | Emilio Sánchez    | Omar Camporese Goran Ivanišević | 4:6, 6:3, 6:4 |
| 14. | 18. August 1991   | New Haven         | Hartplatz   | Petr Korda        | Jeff Brown Scott Melville       | kampflos      |
| 15. | 14. Februar 1993  | Mailand           | Teppich (i) | Mark Kratzmann    | Tom Nijssen Cyril Suk           | 4:6, 6:3, 6:4 |
| 16. | 21. Februar 1993  | Stuttgart Masters | Teppich (i) | Mark Kratzmann    | Steve DeVries David Macpherson  | 6:3, 7:6      |

##### Challenger Tour
| Nr. | Datum            | Turnier     | Belag     | Partner         | Finalgegner                  | Ergebnis |
| --- | ---------------- | ----------- | --------- | --------------- | ---------------------------- | -------- |
| 1.  | 23. Oktober 1983 | Sydney      | Hartplatz | Michael Fancutt | Peter Carter Mark Kratzmann  | 7:5, 6:3 |
| 2.  | 5. Mai 1986      | Loipersdorf | Sand      | Brad Drewett    | Peter Carlsson Olli Rahnasto | 6:1, 6:4 |

#### Finalteilnahmen
| Nr. | Datum             | Turnier         | Belag         | Finalgegner    | Ergebnis                         |                 |
| --- | ----------------- | --------------- | ------------- | -------------- | -------------------------------- | --------------- |
| 1.  | 29. April 1984    | Aix-en-Provence | Sand          | Chris Lewis    | Pat Cash Paul McNamee            | 6:4, 3:6, 4:6   |
| 2.  | 7. Oktober 1984   | Brisbane (1)    | Teppich (i)   | Broderick Dyke | Francisco González Matt Mitchell | 7:6, 2:6, 5:7   |
| 3.  | 13. Januar 1985   | Auckland        | Hartplatz     | Broderick Dyke | John Fitzgerald Chris Lewis      | 6:7, 2:6        |
| 4.  | 31. März 1985     | Mailand         | Teppich (i)   | Broderick Dyke | Heinz Günthardt Anders Järryd    | 2:6, 1:6        |
| 5.  | 15. Dezember 1985 | Sydney          | Rasen         | Broderick Dyke | David Dowlen Nduka Odizor        | 4:6, 6:7        |
| 6.  | 11. Mai 1986      | München         | Sand          | Broderick Dyke | Sergio Casal Emilio Sánchez      | 3:6, 6:4, 4:6   |
| 7.  | 22. Juni 1986     | Bristol         | Rasen         | Mark Edmondson | Christo Steyn Danie Visser       | 7:6, 6:7, 10:12 |
| 8.  | 11. Oktober 1987  | Brisbane (2)    | Hartplatz (i) | Broderick Dyke | Kelly Evernden Matt Anger        | 6:7, 2:6        |